# Francisca Bennàssar Tous
Francisca Bennàssar Tous (ur. 11 grudnia 1943 w Palma de Mallorca) – hiszpańska polityk i samorządowiec związana z Balearami, posłanka do Parlamentu Europejskiego IV kadencji.

## Życiorys
Absolwentka historii na Uniwersytecie Balearów. Zaangażowała się w działalność polityczną w ramach Partii Ludowej. W latach 1994–1999 sprawowała mandat eurodeputowanej IV kadencji. Zasiadała we frakcji chadeckiej, pełniła funkcję wiceprzewodniczącej Komisji ds. Praw Kobiet. Zasiadała także w parlamencie regionalnym Balearów (jako jego wiceprzewodnicząca), była zastępcą alkada i do 2008 radną swojej rodzinnej miejscowości.